# Coryphantha durangensis
Coryphantha durangensis (укр. Коріфанта дуранзька, Коріфанта дурангензіс) — сукулентна рослина з роду коріфанта (Coryphantha) родини кактусових (Cactaceae).

## Історія

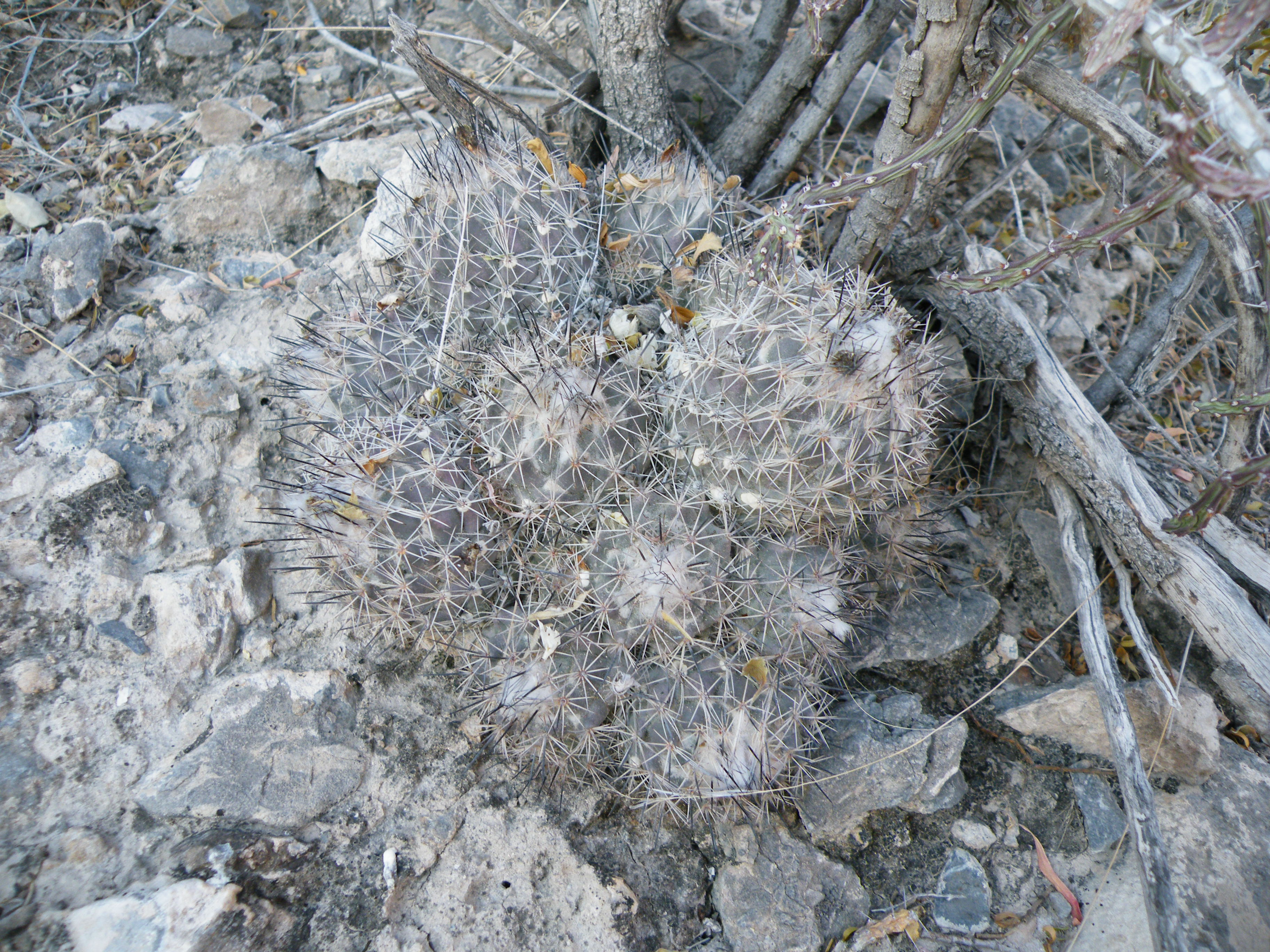
Coryphantha durangensis у природних умовах у штаті Коауїла

Вид вперше описаний німецьким ботаніком Карлом Моріцом Шуманом (нім. Karl Moritz Schumann, 1851—1904) у 1898 році у виданні нім. «Gesamtbeschreibung der Kakteen» з назвою Mammillaria durangensis, запропонованою К. Рунге. У 1923 році англійський ботанік Натаніель Лорд Бріттон (англ. Nathaniel Lord Britton; 1859—1934) і американський ботанік Джозеф Нельсон Роуз (англ. Joseph Nelson Rose; 1862—1928) віднесли цей вид до роду Coryphantha.

## Етимологія
Видова назва дана на честь штату Дуранго, де був знайдений цей кактус.

## Ареал і екологія
Coryphantha durangensis є ендемічною рослиною Мексики. Ареал розташований у штаті Дуранго а також в деяких місцях штату Коауїла. Рослини зростають в сухих чагарниках на скелястих схилах вулканічних пагорбів, розгалужуються і утворюють дрібні групи.

## Морфологічний опис
| Орган              | Опис |
| ------------------ | --- |
| Тіло               | одиночне або маленькими групами, коротко циліндричне. Окремі екземпляри близько 10-15 см завдовжки і більше, 7 см в діаметрі. |
| Коріння            | |
| Стебло             | |
| Епідерміс          | сірувато зелений епідермісом.                                                                                                 |
| Верхывка           | біла, шерстиста |
| Ареоли             | |
| Аксили             | спочатку більше опушені. |
| Соски              | 5:8, черепитчаторозташовані.                                                                                                  |
| Центральні колючки | 1, зазвичай спрямована вгору і пряма, спочатку чорна. Всі колючки пізніше світло-сірі.                                        |
| Радіальні колючки  | 6-8, ігловідние, світлі, що стирчать, до 1 см завдовжки.                                                                      |
| Квіти              | 2 см завдовжки, до 3,5-4 см в діаметрі, кремового кольору, до блідо лимонно-жовтого.                                          |
| Бутони             | |
| Зовнішні пелюстки  | |
| Внутрішні пелюстки | |
| Тичинки            | |
| Рильця             | |
| Маточка            | |
| Плоди              | |
| Насіння            | |

Цей вид часто плутають з Coryphantha longicornis у якої 3 центральних колючки, одна з яких переважає і вигнута вниз.

## Чисельність, охоронний статус та заходи по збереженню

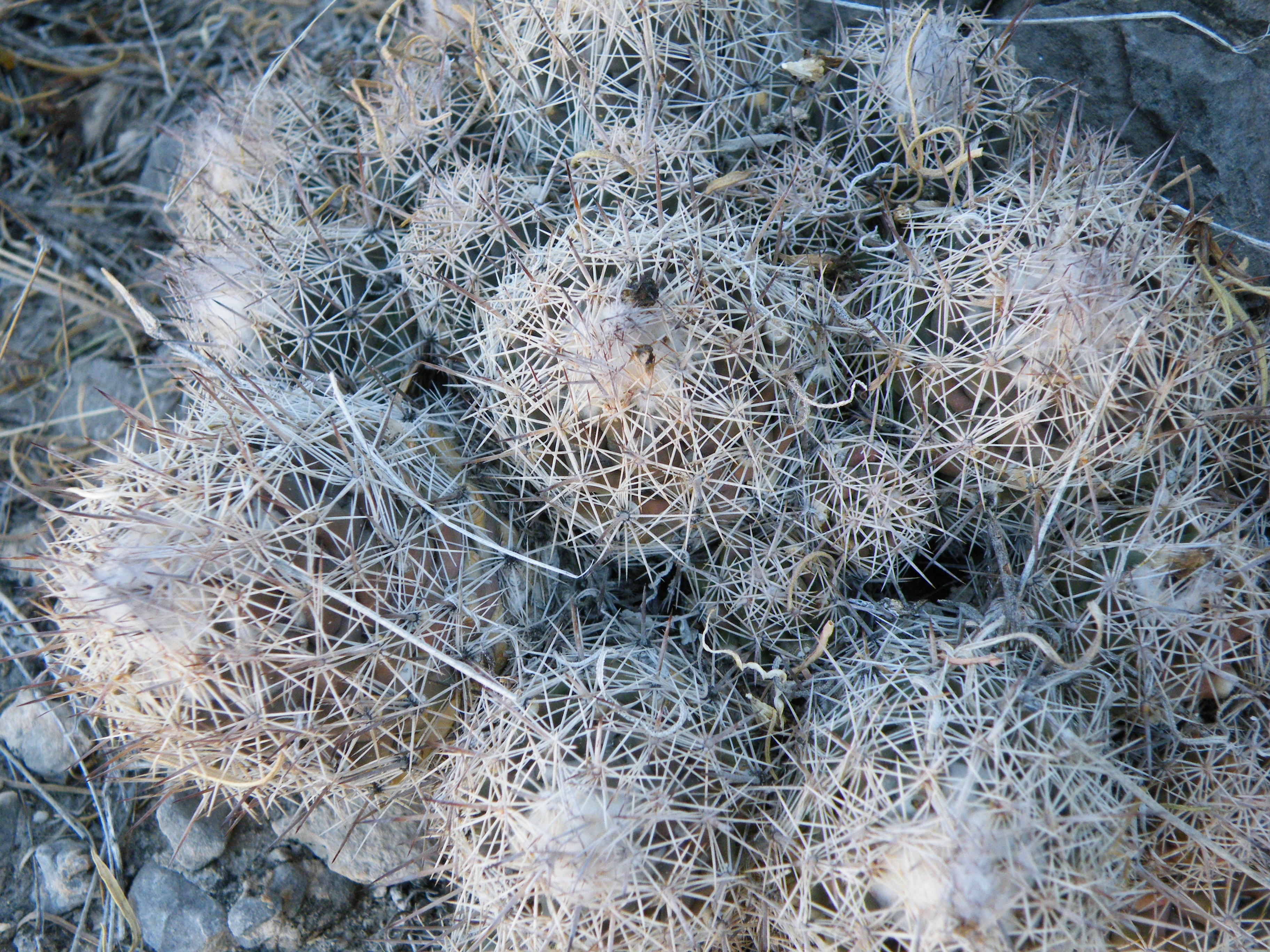

Coryphantha durangensis входить до Червоного списку Міжнародного союзу охорони природи видів, з найменшим ризиком (LC).
Хоч цей вид має площу розміщення менше 20 000 км² і частина його ареалу продовжує зменшуватись, наразі відомо більш ніж десять його місцезнаходжень, а субпопуляції не вважаються сильно фрагментованими. Однак підвид cuencamensis має набагато обмеженіший ареал (відомий з однієї місцевості поблизу Куенкаме, де популяція оцінюється приблизно у 3000 зрілих особин) ніж типовий підвид, який є ряснішим і зустрічається значно ширше.
Район є високоіндустріальним, тому деякі субпопуляції зазнають наслідків втрати середовища проживання через експансію міст, сільськогосподарську діяльність тощо.
Не відомо чи зустрічається Coryphantha durangensis на будь-яких природоохоронних територіях.
У Мексиці ця рослина занесена до Національного переліку видів, що перебувають під загрозою зникнення, де вона включена до категорії «підлягає спеціальному захисту».
Охороняється Конвенцією про міжнародну торгівлю видами дикої фауни і флори, що перебувають під загрозою зникнення (CITES).

## Використання та торгівля
Хоча цей вид можна вирощувати у спеціалізованих колекціях, він не є широко популярним як декоративний.